# Європейський Союз і Європейська конвенція з прав людини
Лісабонська угода Європейського Союзу (ЄС), яка набула чинности з 1 грудня 2009 року, вимагає від ЄС приєднатися до Європейської конвенції з прав людини (ЄКПЛ). Стаття 6 консолідованого Договору про Європейський Союз говорить: «Союз приєднується до Європейської конвенції про захист прав людини та основоположних свобод. Таке приєднання не впливає на компетенцію Союзу, визначену в Договорах». Таким чином, ЄС буде підпорядкований своєму закону про права людини та зовнішньому моніторингу, як його країни-члени зараз. Далі пропонується  що ЄС приєднається як член Ради Європи тепер, коли він отримав єдину правосуб’єктність згідно з Лісабонським договором.
Протокол № 14 ЄКПЛ набув чинності 1 червня 2010 року. Це дозволяє Європейському Союзу приєднатися до Європейської конвенції з прав людини.
5 квітня 2013 року учасники переговорів від Європейського Союзу та Ради Європи завершили роботу над проектом угоди про приєднання ЄС до Європейської конвенції з прав людини. У якості наступних кроків необхідно, щоб Європейський суд правосуддя (ECJ) надав висновок, згодом, щоб держави-члени ЄС надали одностайну підтримку, щоб Європейський парламент надав підтримку у дві третини голосів і щоб угода була ратифікована парламентами. держав-членів Ради Європи.
Однак через кілька місяців Європейський суд визнав (висновок 2/13) проєкт угоди несумісним із статтею 6(2) Договору про Європейський Союз, таким чином призупинивши процес приєднання. У 2020 році після багаторічної паузи після висновку Європейського суду відновилися переговори про вступ до ЄС.

## Відносини двох європейських судів
Відносини між Європейським судом і ЄСПЛ потенційно є проблемою в законодавстві Європейського Союзу та правах людини. Європейський суд приймає рішення щодо законодавства ЄС, а ЄСПЛ – щодо ЄКПЛ, яка охоплює 47 держав-членів Ради Європи. Справи в ЄСПЛ не можуть бути подані проти ЄС (загалом, оскільки він не є власним членом), але ЄСПЛ постановив, що держави, які є членами обох організацій, не можуть уникнути своїх зобов’язань щодо прав людини, заявивши, що вони імплементували право ЄС. 

### Висновок Європейського суду
18 грудня 2014 року у відповідь на звернення Європейської комісії Суд ЄС дав свій висновок щодо приєднання Європейського Союзу до ЄКПЛ. Серед інших факторів Суд ЄС зазначив, що це дасть зовнішній орган повноваження переглядати застосування законодавства ЄС.
Європейський суд надає Європейській конвенції з прав людини «особливе значення» як «керівний принцип» у своєму прецедентному праві. Європейський суд використовує набір загальних принципів права, щоб керувати своїм процесом прийняття рішень. Одним із таких принципів є повага до основних прав, про що йдеться в статті 6(2) Договору про заснування Європейського Союзу (Маастрихтського договору): «Союз поважає основні права, гарантовані Європейською конвенцією про захист прав людини та основоположних прав людини». Свободи, підписані в Римі 4 листопада 1950 року, і оскільки вони випливають із конституційних традицій, спільних для держав-членів, як загальні принципи права Співтовариства». У цьому контексті Європейський суд використовує всі договори, які держави-члени Європейського Союзу підписали або в яких брали участь, як інструменти для тлумачення змісту та обсягу «основних прав», в той час як Європейська конвенція з прав людини є документом. з «особливим значенням».
Як видно з цитованої вище статті 6(2) Маастрихтського договору, Європейський Союз зобов’язаний поважати принципи основних прав. Це означає, що інституції Європейського Союзу не повинні порушувати права людини, визначені законодавством Європейського Союзу, а також що держави-члени Європейського Союзу не повинні порушувати принципи Європейського Союзу щодо прав людини, коли вони впроваджують законодавство Союзу або діють відповідно до Союзу. закон. Це зобов’язання є доповненням до попередніх зобов’язань держав-членів дотримуватися рішень Європейського суду з прав людини у всьому, що вони роблять.
На практиці це означає, що Суд ЄС використовує принципи Конвенції у своїй аргументації. Наприклад, у справі Baumbast Суд постановив, що коли дитина має право на проживання в державі-члені відповідно до законодавства Союзу, це також означає, що її батьки також повинні мати право на проживання відповідно до принципу поваги до сімейного життя, закріпленого статтею 8 Європейської конвенції з прав людини.

### Юрисдикція Європейського суду з прав людини

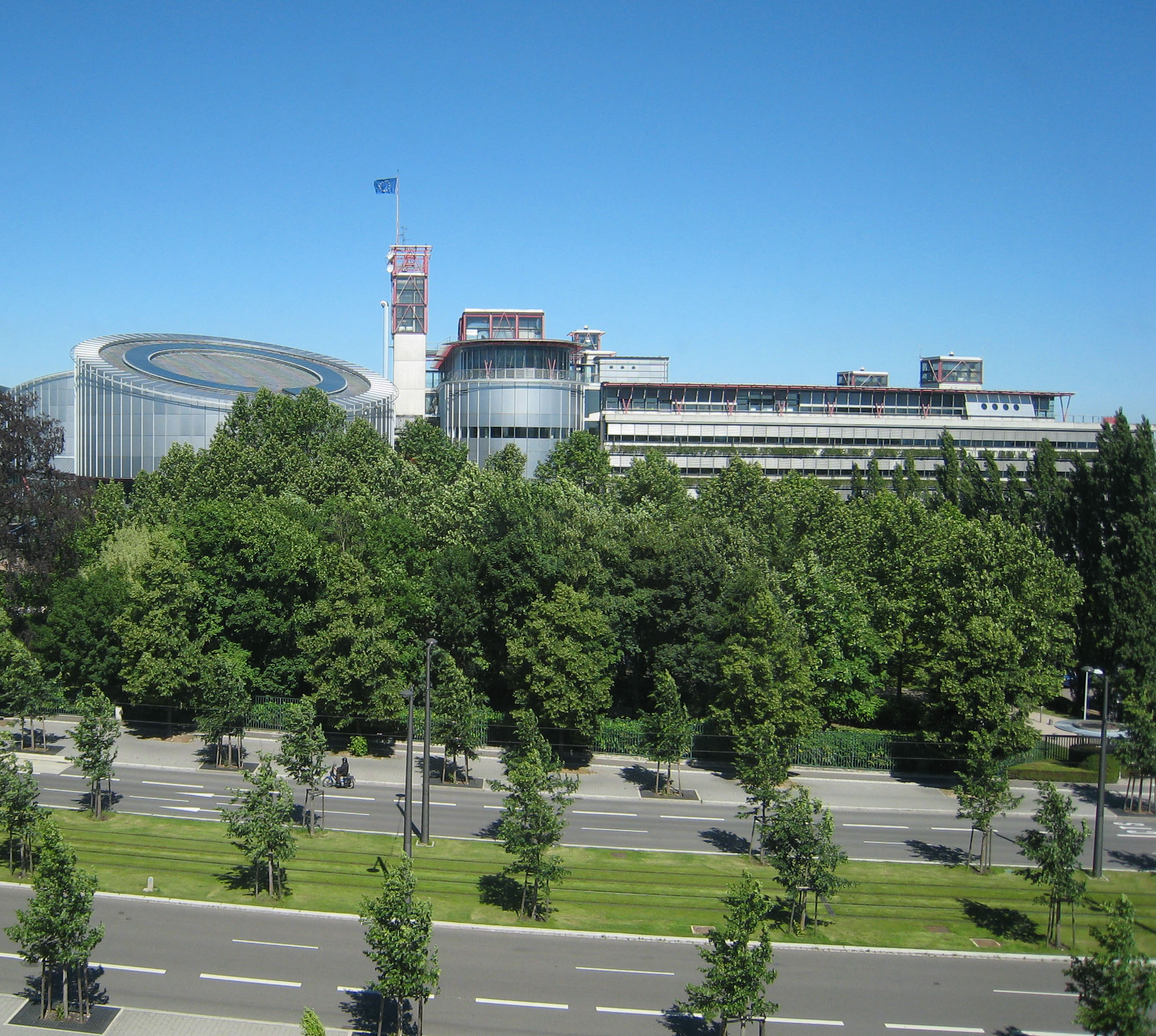
ЄСПЛ у Страсбурзі

До набрання чинності 1 червня 2010 року Протоколом № 14 до Конвенції про захист прав людини та основоположних свобод ЄС не міг приєднатися до Конвенції, і, таким чином, Європейський суд з прав людини не мав юрисдикції щодо ухвалювати рішення щодо справ, порушених проти ЄС. Однак ЄСПЛ був готовий притягнути окремі країни-члени ЄС до відповідальності за порушення прав людини, скоєні в межах їхньої юрисдикції, навіть якщо вони просто дотримувалися обов’язкового положення законодавства ЄС. 

### Ідеї для вирішення проблеми
Після цього глухого кута деякі італійські сенатори висунули нову пропозицію, засновану на частковому злитті двох судів.